# Escape de Galileo
El escape de Galileo es un diseño de un mecanismo de escape para un reloj de péndulo, inventado alrededor de 1637 por el científico italiano Galileo Galilei (1564-1642). Galileo fue una de las mentes más destacadas de la revolución científica. Se le apodó el fundador de la física teórica. También se le atribuye la invención del celatone (un tipo de telescopio) y del compás geométrico y militar. El escape de Galileo forma parte del primer diseño de un reloj de péndulo. Galileo ya estaba prácticamente ciego cuando desarrolló esta idea, por lo que le describió el dispositivo a su hijo ilegítimo Vincenzio, quien dibujó un boceto y comenzó a construir un prototipo, pero tanto él como Galileo murieron antes de que se completara.

## Descripción general
Galileo fue el primero en investigar las propiedades de los péndulo para medir el tiempo, comenzando sus estudios alrededor de 1603. Su interés surgió a raíz de su descubrimiento de que, al menos para oscilaciones pequeñas, el péndulo es isócrono: su periodo de oscilación es exactamente el mismo para oscilaciones de diferentes amplitudes. Se dio cuenta de que esta propiedad hacía que el péndulo fuera útil para medir el tiempo. También descubrió que el período del péndulo depende de su longitud, pero es independiente de la masa del péndulo. Utilizó péndulos que oscilaban libremente como cronómetros en experimentos científicos y para medir el tempo de la música.
En 1637, cuando tenía 73 años, tuvo la idea de un mecanismo que mantendría el péndulo oscilando al darle pequeños impulsos, un mecanismo de escape que podría ser aplicado a los relojes. Como para entonces estaba totalmente ciego, describió el mecanismo a su hijo Vincenzio, quien hizo un dibujo a partir de su descripción. El alumno y biógrafo de Galileo, Vincenzo Viviani, describió así el invento:
Un día de 1641, mientras vivía con él en su villa de Arcetri, recuerdo que se le ocurrió la idea de que el péndulo podía adaptarse a los relojes con pesas o resortes, que sirvieran en lugar del tempo habitual. Esperaba que los movimientos muy uniformes y naturales del péndulo corregirían todos los defectos en el arte de los relojes. Pero como su falta de visión le impedía hacer dibujos y modelos con el efecto deseado, y su hijo Vincenzio vino un día de Florencia a Arcetri, Galileo le contó su idea y se produjeron varias discusiones. Finalmente, decidieron poner en práctica el esquema que se muestra en el dibujo adjunto para aprender el hecho de las dificultades en las máquinas que normalmente no se prevén en una teoría simple.
Los relojes existentes en la época, que utilizaban el foliot con un volante regulador rudimentario, eran muy inexactos. El péndulo, debido a su isocronismo, podría ser un cronómetro mucho mejor.
Su hijo Vincenzio comenzó a construir un reloj, pero tanto él como Galileo murieron antes de que se completara. El primer reloj de péndulo fue construido en 1657 por Christiaan Huygens utilizando un diseño diferente. El reloj de péndulo siguió siendo el cronómetro más preciso del mundo durante 300 años, hasta la década de 1930.
Desde su época, se han construido varios modelos funcionales del reloj de Galileo (véase la imagen de la parte superior).